# Georgetown (Delaware)
Georgetown ist eine Stadt im Sussex County des Bundesstaats Delaware in den Vereinigten Staaten und Sitz der County-Verwaltung (County Seat) des Sussex County.
Das U.S. Census Bureau hat bei der Volkszählung 2020 eine Einwohnerzahl von 7134 ermittelt.

## Bildung
Die University of Delaware hat einen Campus in Georgetown.

## Persönlichkeiten
- Wilbur Louis Adams (1884–1937), Politiker (Demokrat)